# Ейлід Дойл
Ейлід Дойл (англ. Eilidh Doyle, до шлюбу Чайлд, Child) — британська легкоатлетка, спринтерка, що спеціалізується на бар'єрному бігові,  олімпійська медалістка, призерка чемпіонатів світу, чемпіонка Європи.
Крім своєї основної дисципліни — бігу на 400 метрів з бар'єрами, Дойл бігає також гладкі 400 метрів й бере участь в естафетатах 4 по 400 метрів. Саме в естафетах вона здобула найбільше нагород.

## Зовнішні посилання
- Досьє на сайті IAAF [Архівовано 6 грудня 2017 у Wayback Machine.]